# 牛押山
牛押山（英語：The Hunch Backs），位於香港新界東部一座山，海拔677米。該山又名馬鞍尾，因其是馬鞍山主峰以北之處的副峰。其南－北向山脊為沙田區和大埔區（西貢北）的分界線。從山上可遠眺西貢、大埔、沙田等地。

## 生態
有研究指牛押山和吊手岩一帶的山脊是『香港唯一一處有齊香港六種原生杜鵑的地方』。

## 意外
2019年6名外籍女子，昨（3月31日）結伴到馬鞍山行山，至下午抵達牛押山彌天棧道附近，其中一名31歲菲律賓籍女子失足墮山，跌落約20米下山坡，友人報警求助；期間，墮山女子亦致電僱主求助代為報警。惟未能講清楚位置，使救援延至近15小時才將女傷者救起，抵院治理後，情況嚴重。
2021年5月1日40歲女人行彌天棧道下墮15米、多處骨折、5月2日飛行服務隊載她走。